# Constantius I Chlorus
Gaius Flavius Valerius Constantius (31 maart 250? – Eboracum (nu: York), 25 juli 306), bekend als keizer Constantius I, was van 293 tot 305 caesar van de westelijke provincies van het Romeinse Rijk. Op 1 mei 305 werd hij bevorderd tot augustus. Hij werd Chlorus (de Bleke, bleekneus) genoemd door Byzantijnse historici. Hij was de vader van Constantijn de Grote, de grondlegger van het christendom als staatsgodsdienst binnen het Romeinse Rijk. Net als veel legeraanvoerders en keizers van zijn tijd was Constantius afkomstig uit de Balkanprovincies binnen het Romeinse rijk (in zijn geval Illyrië). Constantius was instrumenteel in het opnieuw vestigen van de Romeinse macht in het huidige zuiden van Nederland en België.

## Jonge jaren
De Historia Augusta beweerde dat Constantius de zoon was van Eutropius, een man van adellijke afkomst uit het noorden van Dardania in de provincie Moesia Superior, en van Claudia, een nicht van de keizers Claudius II en Quintillus. Moderne historici denken dat deze familierelatie van zijn moeder een genealogische fictie is, die door haar kleinzoon, Constantijn I in het leven is geroepen. Zijn familie zou van tamelijk eenvoudige komaf zijn geweest. Zijn vader was mogelijk een broer of halfbroer van Eutropia, de echtgenote van keizer Maximianus.
Constantius was onder keizer Aurelianus lid van de Protectores Augusti Nostri. Hij vocht in het oosten tegen het afgescheiden Palmyreense Rijk. Hoewel de bewering dat hij onder het bewind van keizer Probus tot dux zou zijn benoemd waarschijnlijk een verzinsel is, bereikte hij binnen het leger zeker de rang van tribuun. Tijdens het bewind van Carus (282-283) werd hij verheven tot de positie van praeses, of gouverneur van de provincie Dalmatia. Er wordt geopperd dat hij in 284-285 van kant wisselde om de aanspraken van de toekomstige keizer Diocletianus te ondersteunen, vlak voordat deze in juli 285 Carinus, de zoon van Carus, in de slag van de Margus versloeg.
In 286 verhief Diocletianus een militaire collega, Maximianus, tot medekeizer op de troon van de westelijke provincies. Diocletianus nam zelf de oostelijke provincies voor zijn rekening. Dit was het begin van het proces dat uiteindelijk tot de verdeling van de Romeinse Rijk in twee helften, het West-Romeinse Rijk en het Oost-Romeinse Rijk zou leiden. In 288, zijn periode als gouverneur nu over, werd Constantius Praefectus praetorio in het westen onder Maximianus Gedurende 287 en 288 was Constantius, onder bevel van Maximianus, betrokken bij een oorlog tegen de Alemannen. Hij voerde aanvallen uit op het grondgebied van de barbaarse stammen over de Rijn en de Donau. Om de banden tussen de keizer en zijn krachtige militaire dienaar te versterken scheidde Constantius in 289 van zijn vrouw (of concubine) Helena en trad hij in het huwelijk met de dochter van keizer Maximianus, Theodora.

## Jaren als caesar

### Benoeming tot caesar
Op 1 maart 293 werd Constantius door Maximianus formeel tot caesar benoemd. Hij nam de naam Flavius Valerius aan. Maximianus' stiefdochter Flavia Maximiana Theodora was sinds 289 Constantius' vrouw, nadat hij was gescheiden van Helena. Hij kreeg het bevel over de Romeinse provincies Gallië, Britannia en mogelijk Hispania. Om het machtsevenwicht in het imperium te behouden verhief Diocletianus mogelijk op 21 mei 293 in Philippopolis, de oostelijke Augustus Galerius tot zijn Caesar. Constantius was de seniore van de twee Caesars. In officiële documenten werd hij altijd voor Galerius genoemd. Constantius vestigde zijn hoofdstad in Augusta Treverorum (Trier).

### Inname van Bononia (Boulogne-sur-Mer)
Nadat hij Caesar was geworden, was zijn eerste taak om de Romeinse usurpator Carausius, die zichzelf in 286 in Britannia en Noord-Gallië tot keizer had uitgeroepen, te bestrijden. In het najaar van 293 versloeg Constantius de strijdkrachten van Carausius in Gallië. Hij nam Bononia (Boulogne) in. Deze gebeurtenissen leidden tot de moord op Carausius door zijn rationalis Allectus, die het bewind over de Britse provincies tot aan zijn dood in 296 uitoefende.

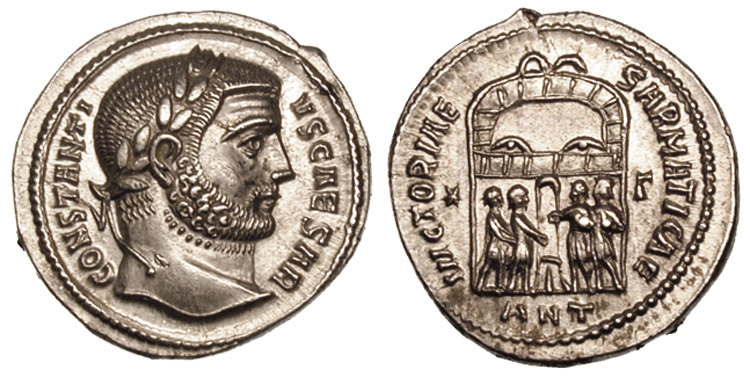
Een argenteus van Constantius I Chlorus, met op de achterzijde de tetrarchen die een offer brengen na een overwinning op de Sarmaten.

### Neutraliseren van de Franken
Constantius bracht de volgende twee jaar door met het neutraliseren van de dreiging van de Franken. De Franken waren bondgenoten van Allectus, omdat het noorden van Gallia tot ten minste 295 onder controle van eerst Carausius en later Allectus had gestaan. In 295 behaalde hij een aantal overwinningen tegen hen in de buurt van de monding van de Rijn. Administratieve beslommeringen zorgden ervoor dat hij in deze tijd ten minste één reis naar Italië heeft ondernomen. Pas toen hij zich voldoende had voorbereid (en alleen toen Maximianus hem uiteindelijk kwam aflossen aan de Rijngrens), bracht Constantius twee invasievloten bijeen met de bedoeling Het Kanaal over te steken.

### Invasie van Britannia
De eerste vloot werd toevertrouwd aan Julius Asclepiodotus, Constantius' langjarige Praefectus praetorio. De vloot van Asclepiodotus vertrok vanuit de mond van de Seine, terwijl de andere vloot, onder het bevel van Constantius zelf, vertrok vanuit zijn basis in Bononia (Boulogne). De vloot onder leiding van Asclepiodotus landde in de buurt van het Isle of Wight, waar zijn leger de strijdkrachten van Allectus ontmoette, wat resulteerde in de nederlaag en de dood van Allectus. Constantius bezette in de tussentijd Londinium (Londen), waarmee hij de stad redde van een aanval door Frankische huurlingen, die nu Allectus was weggevallen zonder betaalmeester in de provincie rondstruinden. Constantius slachtte deze Franken allemaal af.
Constantius bleef een paar maanden in Britannia. Hij verving daar het grootste deel van Allectus' functionarissen. De Britse provincies werden op dit moment waarschijnlijk onderverdeeld langs de lijnen van andere Diocletianus' administratieve hervormingen van het Romeinse Rijk. Het resultaat was de verdeling van de Opper-Britannia in Maxima Caesariensis en Britannia Prima, terwijl Flavia Caesariensis en Britannia Secunda van Neder-Britannia werden afgescheiden. Hij herstelde ook de wal van Hadrianus en de bijbehorende forten.

### Strijd tegen de Alamannen
Later in 298 vocht Constantius de slag bij Lingones (Langres) tegen de Alemannen, een Germaanse stam die zich in het gebied van de Main ophield. Hij zat een tijd opgesloten in de stad, maar werd na zes uur door zijn leger ontzet en versloeg de vijand. Hij behaalde opnieuw de overwinning op de Alemannen in de slag bij Vindonissa (Windisch, Zwitserland), waarbij hij de verdediging van de Opper-Rijn grens verstrekte.

### Opnieuw strijd tegen de Franken
In 300 vocht hij tegen de Franken aan de Neder-Rijngrens, als onderdeel van zijn algemene strategie de grens te versterken, Constantius vestigde de Franken in de verlaten delen van Gallië om zo de verwoeste gebieden opnieuw te bevolken. Niettemin bleef de Rijngrens de komende drie jaar de aandacht van Constantius in beslag nemen.

### Omgang met de christenvervolgingen
In 303 werd Constantius geconfronteerd met de keizerlijke edicten over de vervolging van de christenen. Ingesteld door Diocletianus werden deze edicten in het oosten gretig uitgevoerd door Galerius, die opmerkte dat Constantius de christenen goed gezind was. Galerius zag dit als een kans een wit voetje bij de ouder wordende Diocletianus te halen. Van de vier Tetrarchen deed Constantius de minste moeite om de edicten in de westelijke provincies, die rechtstreeks onder zijn gezag stonden, uit te voeren. Hij beperkte zich tot het neerhalen van een handvol kerken.

## Verheffing tot Augustus en overlijden

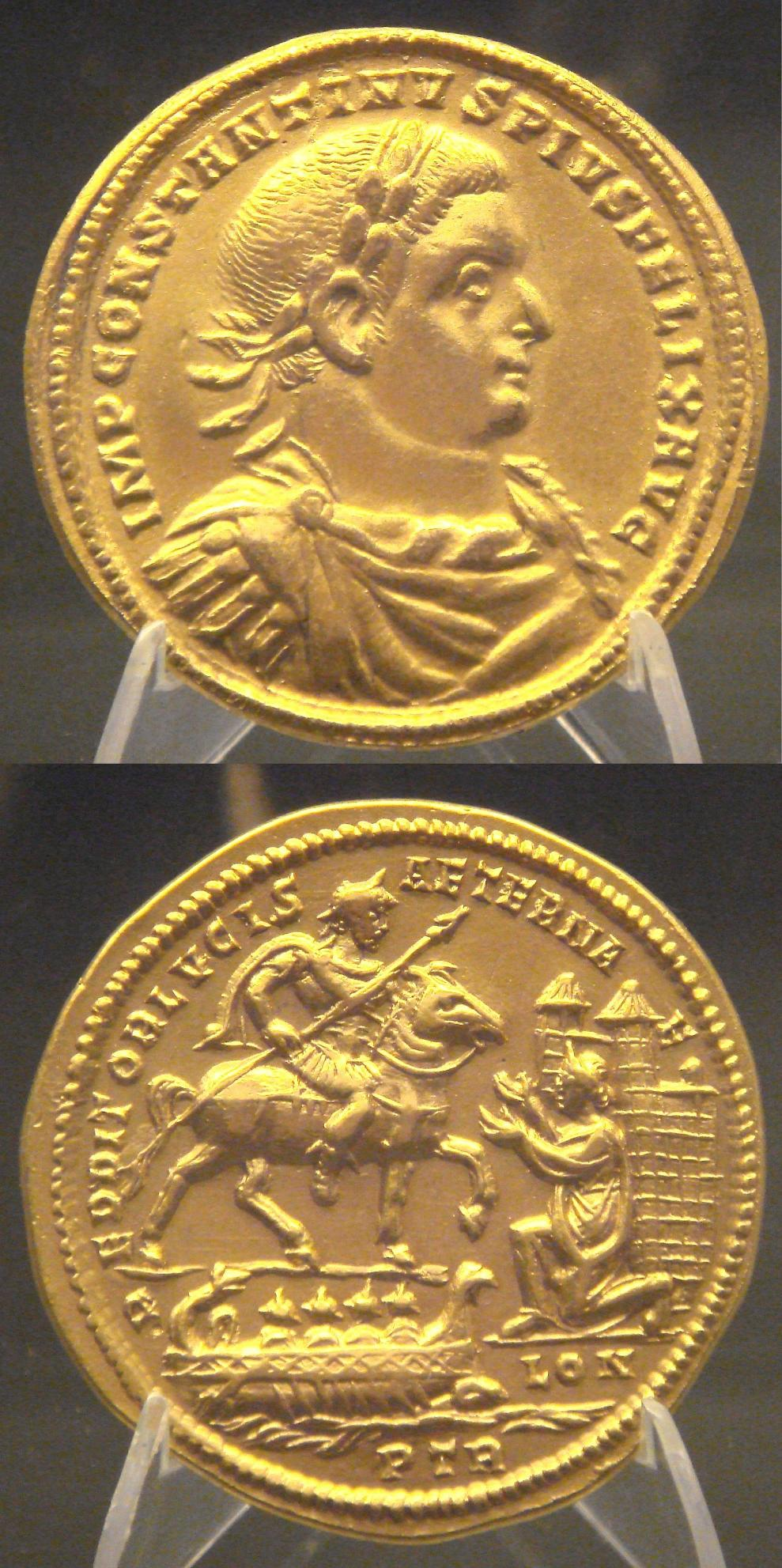
Medaille van Constantius I die Londinium (LON) innam na het verslaan van Allectus. Vondst van Beaurain.

Tussen 303 en 305 begon Galerius aan een reeks manoeuvres die ervoor moesten zorgen dat hij in een positie zou zijn om na het overlijden van Diocletianus de macht van Constantius over te kunnen nemen. In 304 had Maximianus een ontmoeting met Galerius, waarschijnlijk om de opvolgingskwestie te bespreken, waarbij Constantius ofwel niet uitgenodigd was ofwel niet in staat was te komen vanwege de situatie op de Rijn. Hoewel er voorafgaand aan 303 een stilzwijgende overeenkomst tussen de tetrarchen bestond dat Constantius' zoon, Constantijn en Maximianus' zoon Maxentius tot de rang van Caesar bevorderd zouden worden, wanneer Diocletianus en Maximianus zich uit het purper zouden hebben teruggetrokken, had Galerius aan het eind van 304 Diocletianus overtuigd (die op zijn beurt Maximianus had overtuigd) om zijn beschermelingen Severus en Maximinus Daia als Caesars te benoemen.
Diocletianus en Maximianus traden op 1 mei 305 terug als medekeizers, mogelijk als gevolg van de slechte gezondheid van Diocletianus. Voor de verzamelde legers in Milaan, verwijderde Maximianus zijn purperen mantel en overhandigde deze officieel aan Severus II, de nieuwe Caesar van het westen. Constantius werd tot Augustus verheven. Hetzelfde tafereel speelde zich in Nicomedia onder het gezag van Diocletianus af. Constantius, die in naam de senior keizer was, regeerde de westelijke provincies, terwijl Galerius de oostelijke provincies voor zijn rekening nam. Constantijn, die teleurgesteld was in zijn hoop om tot Caesar te worden benoemd, ontvluchtte het hof van Galerius, nadat Constantius aan Galerius had gevraagd zijn zoon te laten gaan, omdat hij ziek was. Constantijn voegde zich bij het hof van zijn vader aan de kust van Gallië, net toen deze daar voorbereidingen trof voor zijn campagne in Britannia.
In 305 stak Constantius het kanaal over naar Britannia. Hij reisde naar het uiterste noorden van het eiland en lanceerde daar een militaire expeditie tegen de Picten. Hij claimde een overwinning tegen hen en nam op 7 januari 306 de titel Britannicus Maximus II aan. Nadat Constantius zich voor de winter had teruggetrokken in Eboracum (York), was Constantius van plan om zijn campagne in het nieuwe jaar voort te zetten, maar zover zou het niet komen. Op 25 juli 306 stierf Constantius in Eboracum. Toen hij stervende was, beval Constantius zijn zoon als zijn opvolger bij zijn leger aan. Zo gebeurde, Constantijn werd door de legioenen in York tot keizer uitgeroepen.

## Familie
Constantius was ofwel getrouwd of leefde in concubinaat met Helena, die waarschijnlijk uit Nicomedia in Klein-Azië afkomstig was. Zij hadden één zoon, Constantijn.
In 286 noopten politieke omstandigheden Constantius te scheiden van Helena. Hij huwde met Theodora, de dochter van keizer Maximianus. Dit echtpaar kreeg zes kinderen:
- Flavius Dalmatius
- Julius Constantius
- Hannibalianus
- Flavia Iulia Constantia
- Anastasia
- Eutropia

## De legende volgens Geoffrey van Monmouth
Geoffrey van Monmouth schrijft in zijn Historia Regum Britanniae dat Constantius Romeins senator was. Volgens diezelfde bron dwong Constantius Spanje tot overgave aan de Romeinse heerschappij, en dat hij zijn hele leven werkte aan het uitbreiden van de Romeinse macht. Ongeveer in 296 werd Constantius naar Brittannië gestuurd, om daar de rebellerende stammen te bevechten. Dit verhaal is strijdig met dat van Old King Cole, waarvan wordt vermeld dat hij de rebellie stopte voorafgaand aan de overgave aan Rome. Het is mogelijk dat de koningschappen elkaar wat overlapten, omdat Cole de koning was die Rome het bestuur aanbood.

## Voetnoten
1. ↑  Romeinse Colosseum
2. ↑  Historia Augusta, Het leven van Claudius 13
3. ↑  Southern, blz. 172
4. ↑  Martindale, blz. 227
5. 1 2 3  Potter, blz. 288
6. 1 2  Martindale, blz. 228
7. ↑  Historia Augusta, Het leven van Probus 22:3
8. ↑  Odahl, Charles Matson, Constantine and the Christian Empire. New York: Routledge, 2004. blz. 16
9. ↑  Potter, blz. 280
10. 1 2  Southern, blz. 142
11. ↑  DiMaio, Constantijn I Chlorus. Canduci, blz. 119
12. ↑  Potter, blz. 288, Canduci, blz. 119
13. ↑  Birley, blz. 382
14. 1 2  Southern, blz. 147
15. ↑  Southern, blz. 145
16. ↑  Birley, blz. 385
17. 1 2  Southern, blz. 149
18. ↑  Birley, blz. 387
19. ↑  Birley, blz. 385-386
20. 1 2  Southern, blz. 150
21. ↑  Birley, blz. 388
22. ↑  Aurelius Victor, "Liber de Caesaribus, 39 39
23. ↑  Potter, blz. 292
24. ↑  Birley, blz. 393
25. ↑  Birley, blz. 405
26. ↑  Eutropius, Breviarum 9.23
27. ↑  UNRV History: Battle of the Third Century AD
28. 1 2 3  Southern, blz. 152
29. ↑  Birley, blz. 373
30. ↑  Potter, blz. 338
31. ↑  Potter, blz. 339, Southern, blz. 168
32. 1 2  DiMaio, Constantijn I Chlorus
33. ↑  Potter, blz. 344
34. ↑  Potter, blz. 340
35. ↑  Southern, blz. 152
36. ↑  Potter, blz. 342
37. ↑  Southern, blz. 169, Canduci, blz. 119
38. ↑  Southern, blz. 170, Eutropius, Breviarum# 1 10.1, Aurelius Victor, Epitome de Caesaribus 39; Zosimus, Historia Nova 2. Gearchiveerd op 26 maart 2023.
39. ↑  Birley, blz. 406
40. ↑  Potter, blz. 346
41. ↑  Eutropius, Breviarum' '10,1-2; Canduci, blz. 126. Gearchiveerd op 26 maart 2023.
42. ↑  Eutropius, Breviarum 9.22; Zosimus, Historia Nova 2; Exerpta Valesiana 1.2

### Primair
- Aurelius Victor, Epitome de Caesaribus
- Joannes Zonaras, Compendium of History 1050581 uittreksel: Diocletianus tot de dood van Galerius: 284-311
- Zosimus, Historia Nova

### Secundair
- Southern, P., The Roman Empire from Severus to Constantine, Routledge, 2001
- Potter, David Stone, The Roman Empire at Bay, AD 180-395, Routledge, 2004
- Anthony Birley, The Roman Government in Britain, Oxford University Press, 2005, ISBN 9780199252374
- Jones, A.H.M., Martindale, J.R., The Prosopography of the Later Roman Empire, Vol. I: AD260-395, Cambridge University Press, 1971
- Alexander Canduci, Triumph & Tragedy: The Rise and Fall of Rome's Immortal Emperors, Pier 9, 2010, ISBN 978-1741965988
- M. DiMaio Jr., art. Constantius I Chlorus (305-306 A.D.), in DIR De Imperatoribus Romanis (1996).]